# 首善街道
首善街道，是中华人民共和国陕西省宝鸡市眉县下辖的一个乡镇级行政单位。
2015年，陕西省民政厅批复同意撤销首善镇，设立首善街道办事处。

## 行政区划
首善街道下辖以下地区：
景贤社区、迎宾社区、东关村、北兴村、三寨村、任白庄村、王家庄村、段家庄村、王长官寨村、醋家塬村、岳陈村、第五村、杨千户村、张赵村、双明村、新庄村、五坳村、红东村、葫芦峪村、尧寺村和城西村。